# Helymaeus simulans
Helymaeus simulans är en skalbaggsart som beskrevs av Müller 1939. Helymaeus simulans ingår i släktet Helymaeus och familjen långhorningar. Inga underarter finns listade i Catalogue of Life.